# ウラジーミル・ダヴィドヴィチ (ヴィシゴロド公)
ウラジーミル・ダヴィドヴィチ（ロシア語: Владимир Давыдович、1170年代頃 - 1187年8月11日以降）はスモレンスク公ダヴィドの子である。
ウラジーミルの名は、1187年に、ボリスとグレブの不朽体をヴィシゴロドからスモレンスクのボリス・グレブ修道院(ru)に移動させたことに関する記事においてのみ見られる。この年まで、ウラジーミルは、1184年に死亡した兄イジャスラフの跡を継いでヴィシゴロド公位に就いていたとも考えられる。なお、1187年には兄弟のムスチスラフがヴィシゴロド公として言及されている。